# Resolve
Pour les autres significations, voir Resolve (groupe de metal).
Singles de Foo Fighters
DOA
(2005) No Way Back/Cold Day in the Sun
(2006)
Resolve est le troisième single du groupe de rock Foo Fighters issu de l'album In Your Honor sorti en 2005.

## Liste des titres
Toutes les chansons sont écrites et composées par Dave Grohl, Taylor Hawkins, Nate Mendel, Chris Shiflett.
| 1. | Resolve    | 4:49 |
| 2. | DOA (démo) | 4:09 |

| 1. | Resolve                                                     | 4:49 |
| 2. | World (démo)                                                | 5:39 |
| 3. | Born on the Bayou (reprise de Creedence Clearwater Revival) | 3:20 |
| 4. | Resolve take two (vidéo)                                    | 4:38 |

| 1. | Resolve      | 4:49 |
| 2. | World (démo) | 5:39 |

## Charts
| Chart (2005)              | Position |
| ------------------------- | -------- |
| Dutch Singles Chart       | 82       |
| Eurochart Hot 100 Singles | 93       |
| New Zealand Singles Chart | 39       |
| UK Singles Chart          | 32       |

## Membres du groupe lors de l'enregistrement de la chanson
- Dave Grohl - chant, guitare
- Chris Shiflett - guitare
- Nate Mendel - basse
- Taylor Hawkins - batterie